# Pescaria Brava
Pescaria Brava är en kommun i Brasilien.   Den ligger i delstaten Santa Catarina, i den södra delen av landet, 1 400 km söder om huvudstaden Brasília.
Omgivningarna runt Pescaria Brava är en mosaik av jordbruksmark och naturlig växtlighet. Runt Pescaria Brava är det ganska tätbefolkat, med 100 invånare per kvadratkilometer.